# Bedřich Votruba
Bedřich Votruba (11. října 1922, Kostelec nad Orlicí) byl český grafik, malíř a designer. Studoval na Vysoké škole uměleckoprůmyslové škole v Praze v letech 1941–1948 a to u profesora Jaroslava Bendy a Antonína Strnadela.
Během svého života se věnoval průmyslovému výtvarnictví a výstavnictví. Angažoval se i politicky. Roku 1973 získal cenu Klementa Gottwalda a stal se Laureátem této ceny. 

## Dílo

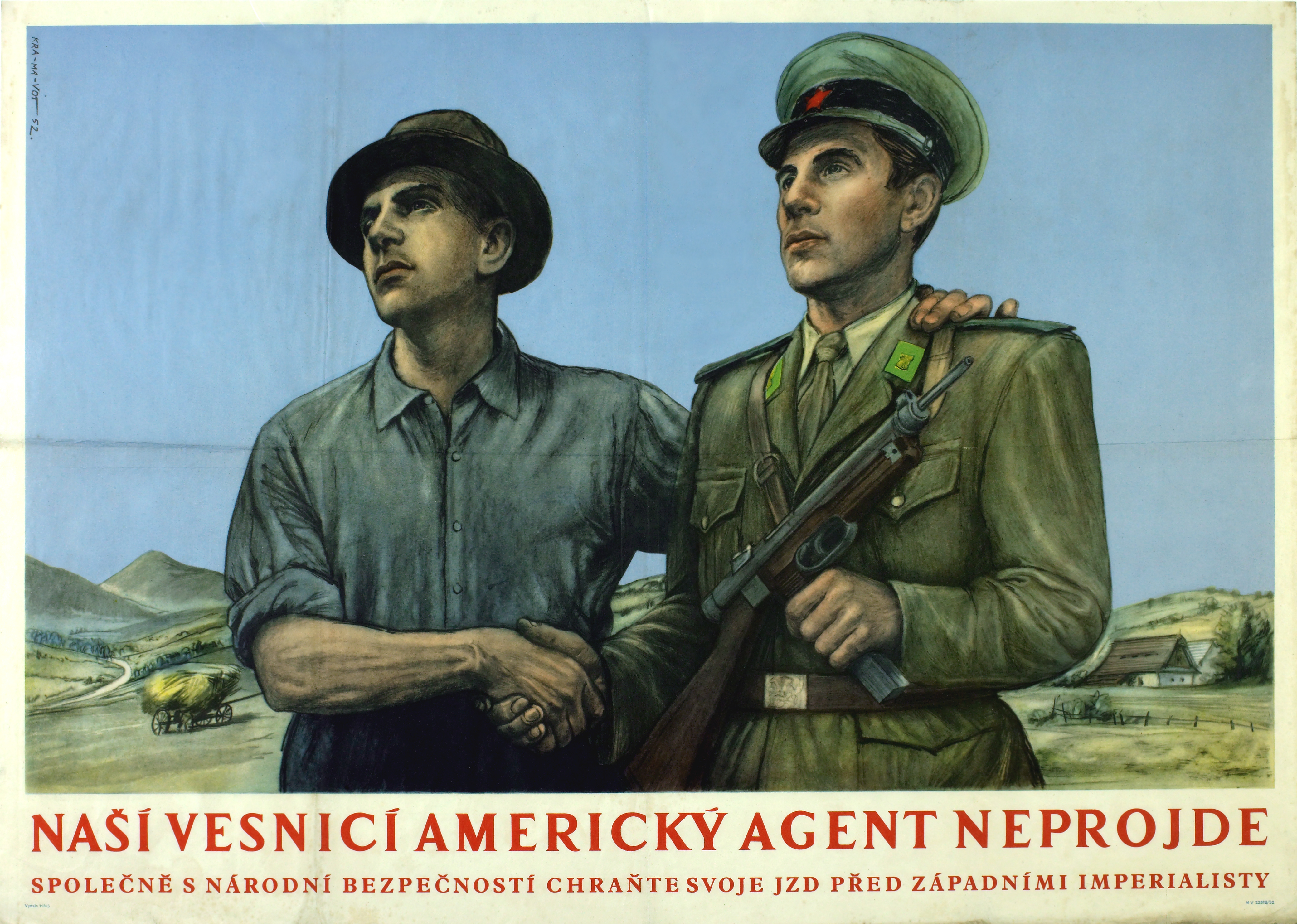
Plakát skupiny Kra-Ma-Vot z roku 1952: Naší vesnicí americký agent neprojde (SOkA Beroun).

- 1975: glazovaná keramika – Petlérská ulice, Klášterec nad Ohří, zeď mezi budovami občanské vybavenosti[2]